# Saint-Pie-de-Guire
Saint-Pie-de-Guire es un municipio parroquial canadiense situado en la provincia de Quebec.

## Superficie
Saint-Pie-de-Guire tiene una superficie de 51,27 km².

## Demografía
En 2021, tenía 446 habitantes, una densidad poblacional de 8,7 hab./km², y 206 viviendas.